# Nataša Popović
Nataša Popović (in serbo Нaтaшa Поповић?; Nikšić, 14 aprile 1982) è un'ex cestista montenegrina.

## Carriera
Con il Montenegro ha disputato cinque edizioni dei Campionati europei (2011, 2013, 2015, 2017, 2019).